# Ingrid Auerswaldová
Ingrid Auerswaldová, rozená Brestrichová, rozvedená Langeová (* 2. září 1957, Jena, Durynsko) je bývalá východoněmecká atletka, sprinterka.

## Kariéra
V roce 1980 vybojovala na letních olympijských hrách v Moskvě v čase 11,14 s bronzovou medaili v běhu na 100 metrů. Společně s Romy Müllerovou, Bärbel Wöckelovou a Marlies Göhrovou vybojovala zlaté medaile ve štafetě na 4 × 100 metrů. Trať zaběhly v čase 41,60 s, což je dodnes platný olympijský rekord. O rok později na halovém ME v Grenoble doběhla ve finále běhu na 50 metrů na 4. místě.
Dne 6. října 1985 na světovém poháru v australské Canbeře byla členkou štafety, která zaběhla nový a dosud platný světový rekord v závodě na 4 × 100 metrů, jehož hodnota je 41,37 s. Na rekordu se dále podílely Silke Gladischová, Sabine Güntherová a Marlies Göhrová.

## Osobní rekordy
- 60 m (hala) – 7,12 s – 21. ledna 1984, Senftenberg
- 100 m (dráha) – 11,04 s – 22. srpna 1984, Curych